# Fluturaș de stâncă

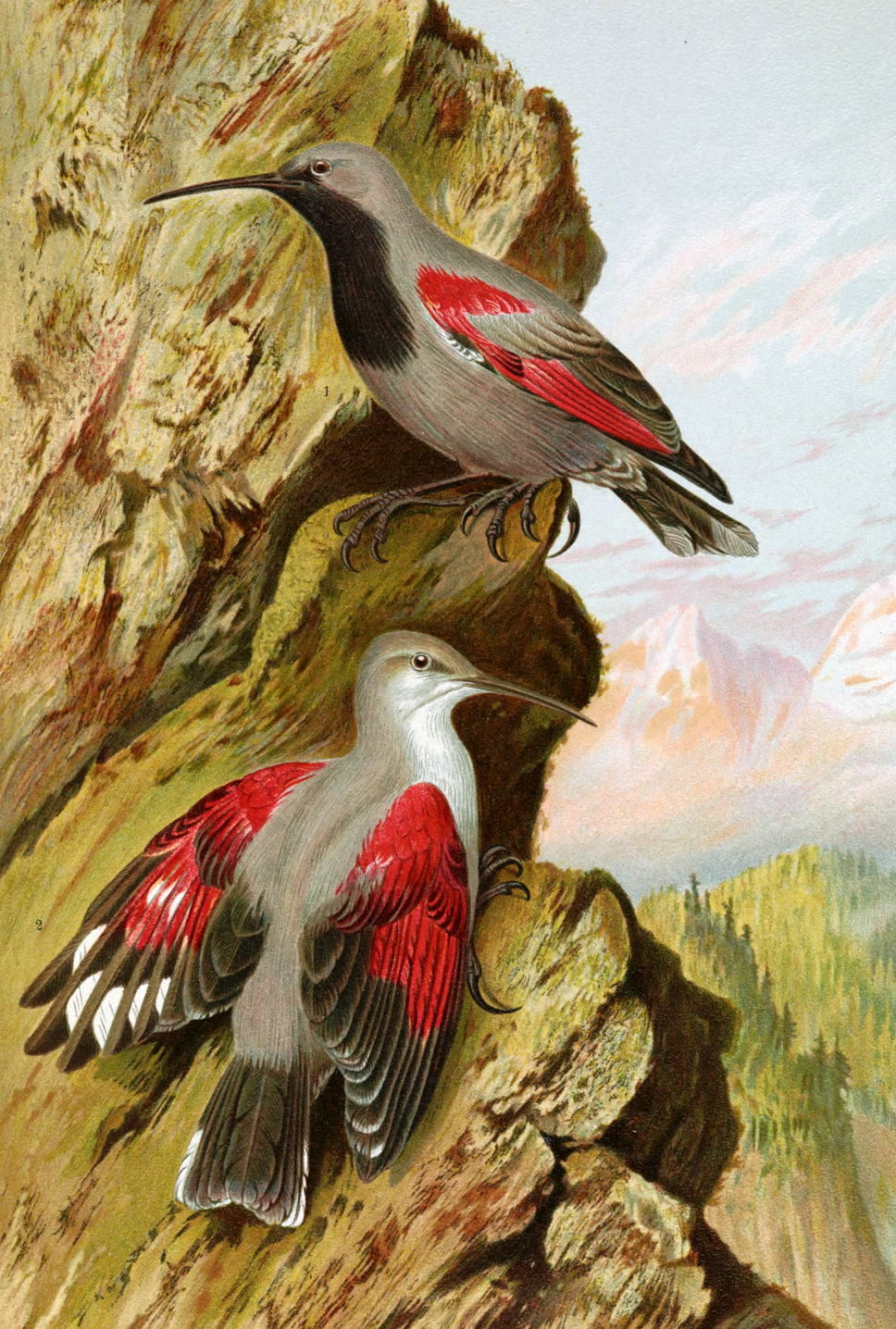
Fluturașul de stâncă după Naumann (1897) 1. Masculul în penaj de vară - sus (bărbia, guşa şi partea anterioară a pieptului sunt negre). 2. Masculul în penaj de iarnă - jos (bărbia, pieptul şi guşa sunt albicioase sau cenușii)

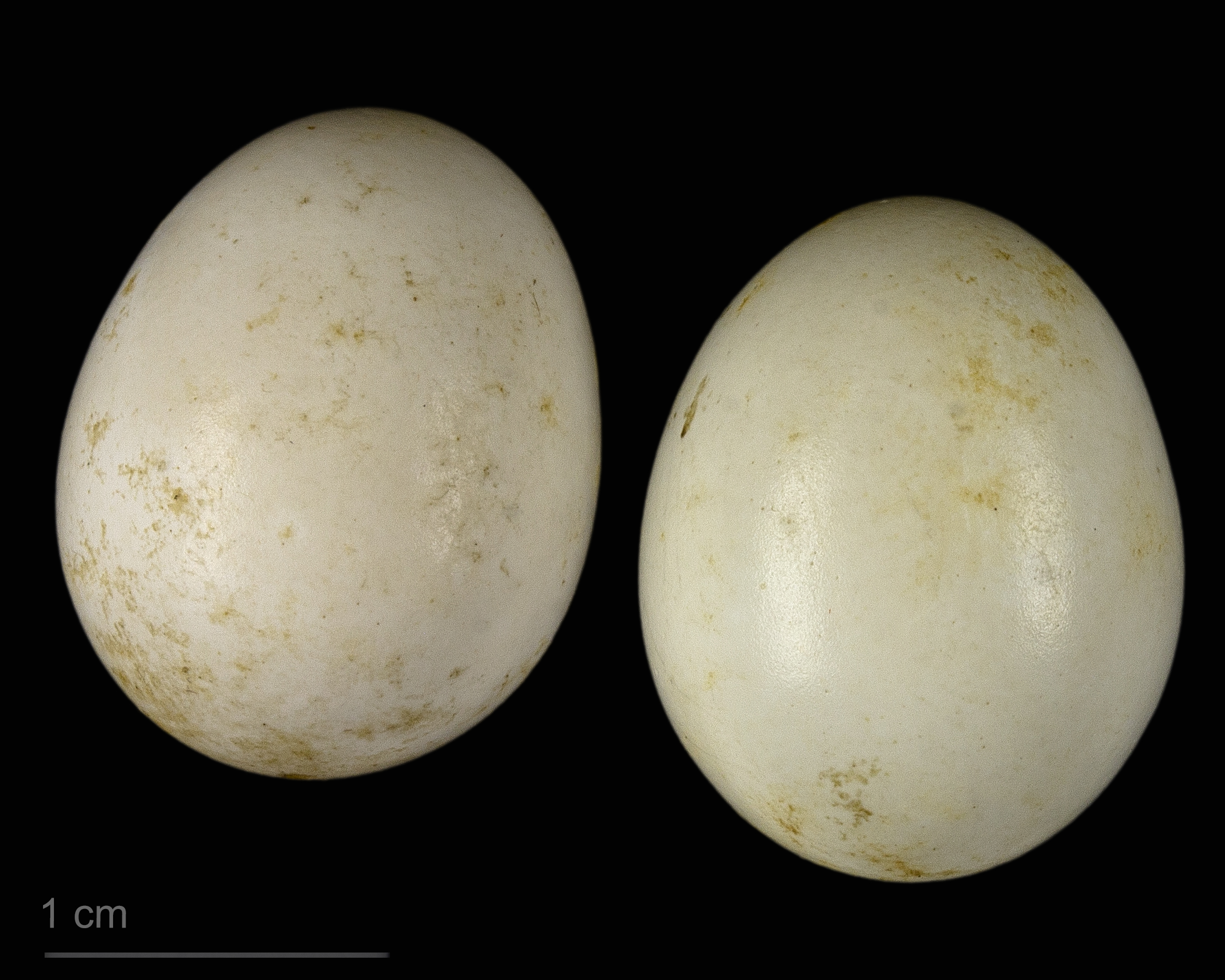
Tichodroma muraria - MHNT

Fluturașul de stâncă (Tichodroma muraria), numit și fluturaș purpuriu, este o pasăre sedentară montană din familia sitidelor (Sittidae). Unii autori o includ într-o familie separată Tichodromidae, alții o includ în subfamilia Tichodrominae,  din familia Sittidae. Este răspândită în munții înalți din Europa Centrală și de Sud (Pirinei, Alpi, Carpați, Balcani) și Asia (până la Himalaia și China), având o distribuție fragmentată. În România trăiește în Carpați (Cheile Bicazului, Bucegi, Munții Făgărașului, Cheile Râmețului, Cheile Sohodolului) de la altitudini de 1000 m până la peste 2000 m. Preferă pereții stâncoși abrupți unde își caută hrana, cățărându-se cu ușurință pe pereții verticali de piatră  (nu și pe arbori) sau zburând ca un fluture dintr-un loc în altul. Nu coboară pe sol. Din înălțimea munților coboară numai în iernile foarte grele, când se pot întâlni în văile adăpostite ale râurilor, unele ajungând chiar și la șes, în râpi și uneori în orașe (a fost semnalată chiar și în București), cățărându-se pe zidurile clădirilor înalte. Populația din România este estimată la 200-1.000 de perechi cuibăritoare. Are o lungime de 16,5–17 cm și o greutate de 16,7–19,3 g. Longevitatea maximă înregistrată este de 8 ani. Ușor de recunoscut după aripile sale late, rotunjite la vârf, de culoare negricioasă, deasupra cu benzi late roșii și două rânduri de pete albe. Are ciocul subțire lung și ușor curbat. Partea dorsală este cenușie, pe cap cenușiu-închisă, coada scurtă, negricioasă. Obrazul, bărbia, gâtul și partea anterioară a pieptului negre vara, respectiv, cenușii deschise iarna (la femelă, mai puțin negru vara), restul părții inferioare este cenușie. Ciocul și picioarele sunt negre. Se hrănește cu nevertebrate, în principal insecte și păianjeni. Pe timpul iernii consumă și semințe și boabe. Este o specie monogamă. Cuibul și-l instalează în crăpături și găuri din stânci, ascuns uneori adânc; este o construcție spațioasă, în formă de cupă, din mușchi, licheni, iarbă, rădăcini, căptușită cu păr de animale, lână de oaie și pene; construiește numai femela. Este o pasăre extrem de sperioasă, recurgând la rute ocolitoare pentru a se apropria de locul unde este amplasat cuibul, care de cele mai multe ori are două intrări. Ponta este depusă de la mijlocul lui mai până la mijlocul lui iunie și constă în 4-5 ouă fusiforme, de culoare albă cu picățele negre sau cafenii. Incubația durează 18-19 de zile, ouăle fiind clocite de femelă. Puii sunt nidicoli; ei rămân în cuib 28-30 de zile, fiind hrăniți de ambii părinți.  După ce au părăsit cuibul puii sunt alimentați încă o perioadă de timp de părinți. O pereche scoate un singur rând de pui într-un sezon de reproducere. Sunt descrise 2 subspecii muraria și nepalensis. În România cuibărește subspecia Tichodroma muraria muraria.

## Denumiri
Denumirea latină Tichodroma muraria a acestei specii, provine din greaca teikhos = perete, zid, stâncă și dromos = alergător, cățărător + latina muraria (murarius) = de perete, de stâncă (> murus = perete, zid).
În limba română această specie se numește fluturaș de stâncă, fluturaș purpuriu, cojoaică de munte, gaiță de stâncă. Se numește fluturaș deoarece are aripile și zborul asemănătoare cu cele ale unui fluture.

## Taxonomie
Denumirea latină a acestei specii Certhia muraria a fost dată de Linnaeus în 1766 (terra typica sudul Europei).
Fluturașul de stâncă este o rudă apropiată a țiclenilor. El era inclus în trecut împreună cu cojoaicele în familia certiidelor (Certhiidae), dar a fost inclus mai târziu în familia țiclenilor (Sittidae), pe baza criteriilor morfologice și etologice. Datele derivate din hibridizarea ADN-ADN sugerează că fluturașul de stâncă este într-adevăr mai apropiat de sitide (Sittidae) decât de certide (Certhiidae). Unii autori includ fluturașul de stâncă într-o familie separată tihodromide (Tichodromidae), alții o includ în subfamilia tihodromine (Tichodrominae), din familia țiclenilor sau sitidelor (Sittidae). În HBW and BirdLife International Illustrated Checklist of the Birds of the World, Volume 2: Passerines (care este în prezent considerată lucrarea de referință pentru nomenclatura și taxonomia păsărilor) această specie este inclusă în subfamilia Tichodrominae (familia Sittidae).
Variația geografică a speciei este neînsemnată; subspecia nepalensis este considerată insuficient diferențiată de unii autori, care tratează specia ca monotipică. Alte subspecii propuse sunt longirostra (în munți din Iran) și ognewi (în Tașkent, în Uzbekistan), care sunt sinonimizate cu subspecia nominată și nepalensis, respectiv.

### Subspecii și distribuție
Sunt recunoscute două subspecii:
- Tichodroma muraria muraria (Linnaeus, 1766)  - subspecia nominată - cuibărește în munții din sudul și estul Europei (nordul Spaniei și sudul Franței, spre est, inclusiv în Corsica, până în Italia, Balcani, Carpați, Caucaz, sudul și estul Turciei), spre est până în nordul Iranului (munții Elburz, probabil în Azerbaidjan și în munții Zagros). Iernează la altitudini mai mici.
- Tichodroma muraria nepalensis Bonaparte, 1850  - cuibărește în munții din Turkmenistan și estul Iranului (în Khorasan), spre est până în Kazahstan (Tian-Șan), vestul Mongoliei (Altaiul Mongol, Altaiul Gobian) și spre sud până în Himalaia și nordul, centrul și estul Chinei (în nordul și estul platoului tibetan, spre est, discontinuu, până în Hebei și vestul provinciei Liaoning și spre sud până în Yunnan). Iernează la altitudini mai mici.

În România cuibărește în Carpați subspecia Tichodroma muraria muraria.